# Міжнародне волонтерство
Міжнародними волонтерами називають людей, які займаються волонтерською діяльністю за межами своїх країн. Переважно вони працюють у країнах, що розвиваються, над міжнародними програмами розвитку з місцевими волонтерськими організаціями, діяльність яких пов'язана зі зміцненням здоров'я, освітою та збереженням навколишнього середовища.
Тенденції показують, що за останні кілька десятиліть міжнародне волонтерство стає все більш популярним у багатьох країнах. Міжнародне волонтерство – це широкий термін, який використовується для охоплення багаторічних, кваліфікованих розміщень, а також короткострокових ролей. Також цей термін використовується для опису певних видів волонтерства, організованого урядами, благодійними організаціями та туристичними агентствами.

## Історія
У великому масштабі рух у трудових таборах і раннє місіонерське служіння були першими проявами міжнародного волонтерства.. Офіційне волонтерство за кордоном існує вже понад сто років: з того часу, як у 1909 році Британський Червоний Хрест заснував Загони Добровільної Допомоги (Voluntary Aid Detachments або VADs). Волонтери VAD, як і волонтери багатьох інших національних організацій Червоного Хреста, працювали на полях битв по всій Європі та на Близькому Сході під час Першої світової війни. Одна з найвідоміших організацій, Service Civil International, починаючи з 1920 року організовувала трудові табори як форму післявоєнного примирення і була офіційно заснована в 1934 році.

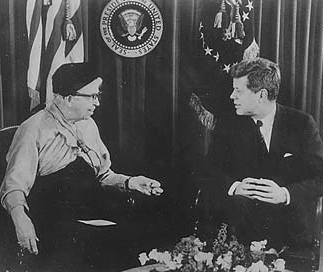
Елеонора Рузвельт і президент Джон Ф. Кеннеді обговорюють Корпус миру, 1961 рік.